# اليوم العالمي للأطفال الأبرياء ضحايا العدوان
اليوم الدولي للأطفال الأبرياء ضحايا العدوان هو يوم عالمي من أيام الأمم المتحدة ويصادف تاريخ يوم 4 يونيو . تأسس في 19 أغسطس 1982.
ركزت في الأصل على ضحايا حرب لبنان عام 1982 ، وتوسع هدفها إلى «الاعتراف بالألم الذي عانى منه الأطفال في جميع أنحاء العالم من ضحايا الاعتداء الجسدي والعقلي والعاطفي. يؤكد هذا اليوم التزام الأمم المتحدة بحماية حقوق الأطفال».

## قرار الأمم المتحدة E-7/8. اليوم العالمي للأطفال الأبرياء ضحايا العدوان
إن الجمعية العامة، بعد أن نظرت في قضية فلسطين في دورتها الاستثنائية الطارئة السابعة المستأنفة، «أذهلت بسبب العدد الكبير من الأطفال الفلسطينيين واللبنانيين الأبرياء من ضحايا الاعتداءات الإسرائيلية» ، وقررت إحياء ذكرى 4 حزيران / يونيه من كل عام يوما دوليا الأطفال الأبرياء ضحايا العدوان. الجلسة العامة 31 19 آب / أغسطس 1982 